# Dierenpark De Oliemeulen
Dierenpark De Oliemeulen is een kleine dierentuin in Tilburg. Het bevindt zich in en rond een 17e-eeuwse boerderij. De dierentuin dankt zijn naam aan de olierosmolen in de boerderij. De dierhouderij wordt erkend door het Ministerie van Landbouw, Natuur en Voedselkwaliteit.

## Geschiedenis

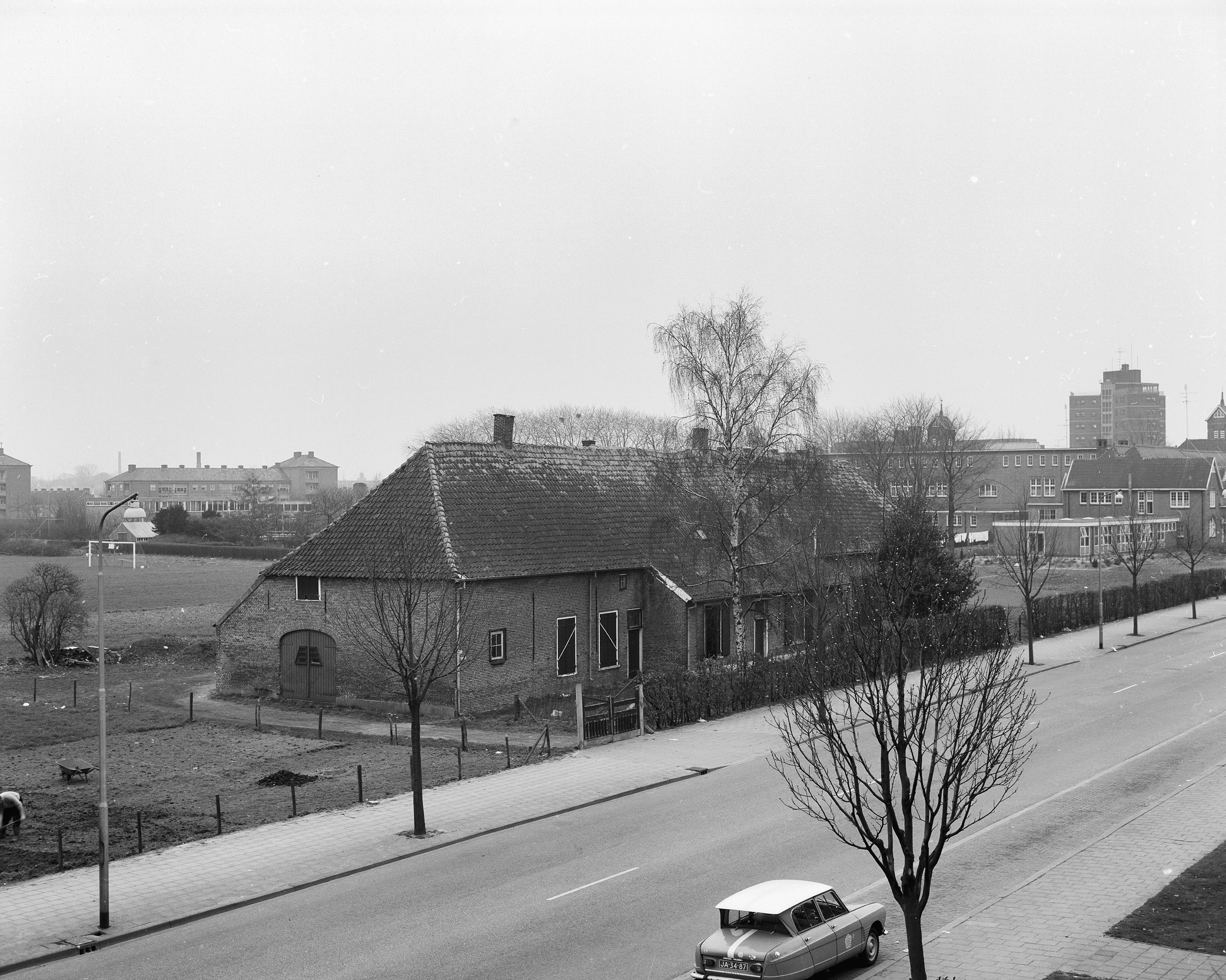
"De oliemolen" in april 1971

### Boerderij en oliemolen
Boerderij 'De Oliemolen' was in de 17e eeuw een boerderij met een rosmolen als oliemolen. De oudst bewaard gebleven vermelding dateert uit 1648. Deze spreekt over een "oliemeulen aan de Cleyn Hoeven". Het register van de Heilige Geesttafel van Tilburg uit 1773 spreekt over een stuk land "gelegen aan d'n oliemoolen aan d'Hoeve".
Rond 1880 werd de rosmolen vervangen door een windmolen. In 1925 werd deze door een storm verwoest. Het oostelijk deel van de boerderij werd in 1930 herbouwd. Het westelijk deel is in originele staat gebleven. In 1975 werd de boerderij opgenomen in het register van rijksmonumenten. Het pand werd in 1979 in de oorspronkelijke stijl gerestaureerd. De molenstenen van de verwoeste molen zijn te zien bij de ingangen.

### Dierenpark
In 1987 werd "Reptielenhuis De Oliemeulen" opgericht. In het begin van de jaren 1990 werden ook andere voor het publiek aantrekkelijke dieren gehuisvest, waaronder papegaaien, roofvogels, wasberen en apen. In 1992 werd op het aanliggende perceel het zoogdier- en vogelpark geopend.

## Dieren
In het park worden meer dan 150 diersoorten gehouden. In de boerderij staan tientallen terraria en halfopen verblijven met reptielen, amfibieën, geleedpotigen en enkele kleine zoogdieren. Slangen, hagedissen, pijlgifkikkers en vogelspinnen maken het grootste deel van de verzameling uit.
Op het terrein achter de boerderij staan diverse buitenverblijven. Hierin zijn diverse primaten ondergebracht, waaronder ringstaartmaki's, doodshoofdaapjes en pinchéaapjes, alsook gestreepte skunks, dwergmangoesten, diverse katachtigen, papegaaien, roofvogels, uilen, alpacas en andere zoogdieren en vogels.
Het dierenpark heeft zowel een recreatieve als een educatieve functie. Naast shows met roofvogels en demonstraties met levende slangen en vogelspinnen is er een educatief programma voor scholen. Het dient ook als (tijdelijk) opvangcentrum voor exotische dieren. De Oliemeulen is aangesloten bij Dier en Park, een organisatie voor kleinschalige dierentuinen.
Aeres MBO Barneveld ·
Almere Jungle ·
Animal Farm ·
Apenheul ·
AquaZoo Leeuwarden ·
Aquazoo Leerdam ·
Artis ·
Artisklas Haarlem ·
Berkenhof Tropical Zoo ·
BestZoo ·
Botanische Tuinen Universiteit Utrecht ·
Center Parcs Het Heijderbos ·
Centrum voor Natuur- en Milieu Educatie ·
WaterLand Neeltje Jans ·
DierenPark Amersfoort ·
Dierenpark De Oliemeulen ·
Dierenpark Zie-ZOO ·
Diergaarde Blijdorp ·
DoeZoo Insektenwereld ·
Dolfinarium Harderwijk ·
Ecomare ·
Eindhoven Zoo ·
Faunapark Flakkee ·
Fort Kijkduin ·
GaiaZOO ·
Hof van Eckberge ·
Informatiecentrum De Noordwester ·
Kabouterland ·
Kasteelpark Born ·
Koninklijke Burgers' Zoo ·
Dierenpark Hoenderdaell ·
Muzeeaquarium Delfzijl ·
Natuurcentrum Ameland ·
Omnium Goes Tropisch bos ·
Ouwehands Dierenpark ·
Pantropica ·
Passiflorahoeve ·
Plaswijckpark ·
Reptielenhuis De Aarde ·
Reptielenzoo Iguana ·
Safaripark Beekse Bergen ·
Sea Life Scheveningen ·
Stichting AAP ·
Stichting Das & Boom ·
Taman Indonesia ·
Texel ZOO ·
Uilen- en Dierenpark De Paay ·
Van Blanckendaell Park ·
Vlinderparadijs Papiliorama ·
Vlinders aan de Vliet ·
Vlindersafari ·
Vlindertuin De Kas ·
Vlindorado ·
Vogelpark Avifauna ·
Vogelpark Ruinen ·
Vogelrevalidatiecentrum Zundert ·
Wereldtuinen Mondo Verde ·
Wildlands Adventure Zoo Emmen ·
Wonderwereld ·
Zee Aquarium Bergen aan Zee ·
ZooParc Overloon ·
Zoo Veldhoven
Opgeheven: Animali Vogel- en dierenpark · Noorder Dierenpark Emmen · Dierenpark Wassenaar · Dierenpark Wissel · Dolfirama · Dolfirado · Dolfirodam · Grottenaquarium Valkenburg · Fazanterie de Rooie Hoeve · Haagse Dierentuin · Kasteeltuinen Arcen · Klant’s Dierentuin · Klein Costa Rica · Labyrinth Boekelo · Papegaaienpark N.O.P. · Reptielenzoo "SERPO" · Schildpaddencentrum · Stonehenge Wildlife · Tilburgs dierenpark · Tropisch Oosten · Vogel- en wandelpark Abbeweer · Zodiac Zoos